# Poecilmitis aureus
Poecilmitis aureus (tên tiếng Anh: Heidelberg Copper hoặc Golden Opal) là một loài bướm thuộc họ Lycaenidae. Đây là loài đặc hữu của Nam Phi, nơi nó có ở vùng đồng cỏ miền núi ở Gauteng và Mpumalanga.
Sải cánh khoảng 24–28 mm đối với con đực và 28–32 mm đối với con cái. Cá thể trưởng thành mọc cánh quanh năm đỉnh điểm vào tháng 12 và tháng 3.
Ấu trùng ăn các loài Clutia pulchella.